# VMware

VMware este o companie americană, care dezvoltă software de virtualizare. Compania are sediul în Palo Alto, California, fiind fondată în anul 1998. Numele companiei provine de la prefixul „VM” care înseamnă „mașină virtuală” (virtual machine) și cuvântul „ware” (sfârșitul termenului „software”). Broadcom a cumpărat VMware pentru 61 de miliarde de dolari în 2022.
VMware rulează pe Microsoft Windows, Linux și Mac OS X.

## Produse
Produse pentru spațiul de lucru (Desktop):
- VMware Workstation
- VMware Fusion
- VMware Player

Produse pentru servere:
- VMware ESX
- VMware ESXi
- VMware Server